# Sint-Antoniuskerk (Edegem)

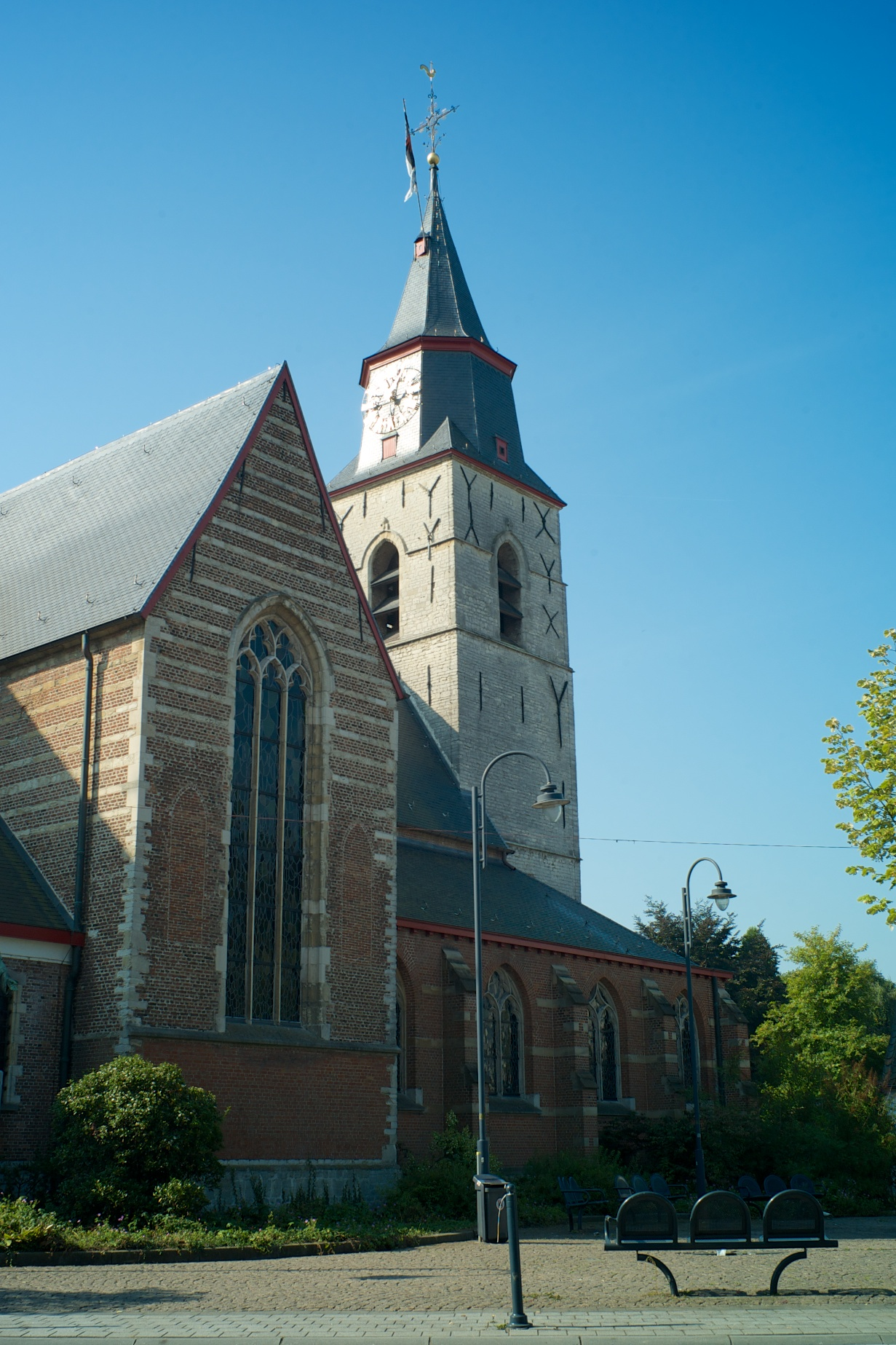
Sint-Antoniuskerk

De Sint-Antoniuskerk is een parochiekerk in de Antwerpse plaats Edegem, gelegen aan de Drie Eikenstraat.

## Geschiedenis
Tegen het jaar 1300 werd een stenen kerk gebouwd, ter vervanging van een eerdere kapel. Deze was gewijd aan Onze-Lieve-Vrouw. In 1350 werd voor het eerst melding gemaakt van een parochie. Omstreeks 1400 werd de toren gebouwd.
In 1585 werd de kerk getroffen door brand, maar de muren bleven overeind staan. Eind 16e en begin 17e eeuw vonden herstelwerkzaamheden plaats. Vanaf 1650 werden ook koor en schip hersteld. Vanaf de 17e eeuw werd de kerk gewijd aan Sint-Antonius Abt (Sint-Antonius Eremijt).
In 1803 werd de kerk een bijkerk bij de parochie van Kontich. In 1832 werd de toren gerestaureerd. In 1842-1843 werden smalle zijbeuken aangebouwd. In 1888-1889 werden nieuwe, bredere, zijbeuken gebouwd.

## Gebouw
Het betreft een grotendeels laatgotische, georiënteerde kruiskerk met halfingebouwde westtoren. De kerk is uitgevoerd in baksteen met zandstenen speklagen. De zijbeuken zijn van 1888. Het koor is driezijdig afgesloten. De toren is deels in zandsteen uitgevoerd.

## Interieur
De kerk bezit een Sint-Annabeeld met Maria, in gepolychromeerd hout, van 1607-1608. Een soortgelijk beeld van Sint-Lucia is van 1686-1687. Het hoofdaltaar, in gemarmerd hout, is van 1716, met een kopie van de Kruisafneming door Peter Paul Rubens. De zijaltaren zijn van 1722-1723. De lambrisering met koorbanken is van 1663 en de preekstoel van 1692. De biechtstoelen zijn van 1661.
De orgelkast is van 1716 en het orgel van 1870, vervaardigd door François-Bernard Loret.